# برونو لايت (لاعب كرة قدم)
برونو لايت (بالبرتغالية: Bruno Leite‏) هو لاعب كرة قدم برازيلي في مركز الوسط، ولد في 7 أبريل 2000 في ماسايو في البرازيل. لعب مع أتلتيكو باراناينسي.